# Mido
Ahmed Hossam Hussein Abdelhamid (Kairo, 23. veljače 1983.), poznatiji kao Mido je egipatski nogometni trener i umirovljeni nogometaš koji trenutno trenira Ismaily SC.
Mido je karijeru započeo u egipatskom El-Zamaleku. Nakon dolaska u Europu, u belgijski Gent, promijenio je nekoliko klubova iz čak šest različitih država. U Middlesbrough je prešao iz drugog Premierligaša, Tottenhama. 
Mido je također nastupao i za egipatsku nogometnu reprezentaciju, za koju je postigao 20 golova. 